# Osamu Adachi
Osamu Adachi (足立 理?, Adachi Osamu; Tokyo, 22 dicembre 1987) è un attore giapponese.
È un membro del gruppo D-Boys e ha un fratello maggiore. Conosciuto specialmente per il ruolo avuto nel musical e nel successivo adattamento cinematografico Il principe del tennis, nella parte del giocatore acrobatico del Club sportivo.
Inizia la sua carriera nel mondo dello spettacolo nel 2004 partecipando a vari trasmissioni televisive.
Si è diplomato nel 2006, immediatamente prima di far parte dei protagonisti dei dorama Princess Princess D e My Boss, My Hero.

## Filmografia
| Anno | Titolo                                                    | Ruolo assunto     | Altre notizie              |
| ---- | --------------------------------------------------------- | ----------------- | -------------------------- |
| 2005 | Hice Cool                                                 |                   | (Web serie)                |
| 2005 | Boku to kanojo no XXX (serie televisiva) (Me and Her xxx) |                   | (Web serie/Episodio 1)     |
| 2006 | The Prince of Tennis (film)                               | Eiji Kikumaru     |                            |
| 2006 | Shinrei Shashin Kitan                                     | Junichi Yamamoto  | (in Story #2 "Miteiru")    |
| 2006 | DD-BOYS (Documentario TV)                                 | Himself           | (Episodi 5, 9, 11, 22, 23) |
| 2006 | Princess Princess D (Dorama)                              | Akira Sakamoto    |                            |
| 2006 | My Boss, My Hero (Dorama)                                 | Shinichi Maki     |                            |
| 2007 | Tonari no 801-chan (film) (film)                          |                   |                            |
| 2008 | Bra bra Ban ban (film)                                    |                   |                            |
| 2010 | Team Batista 2-General Rouge no Gaisen (Dorama)           | Nagayama Yasutomo |                            |

2011: Shibatora, SP 2°